# Palm’sches Schloss

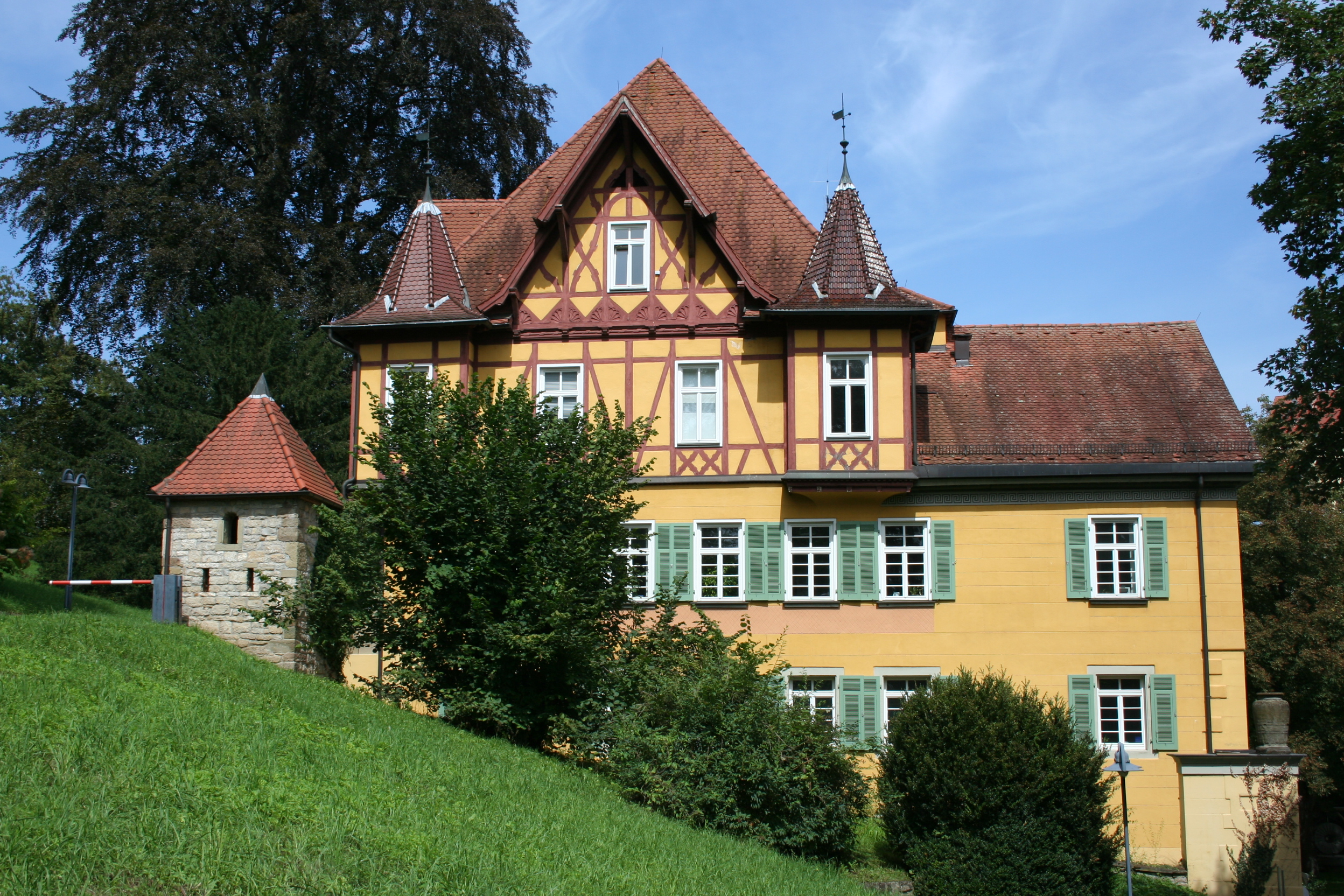
Palm’sches Schloss

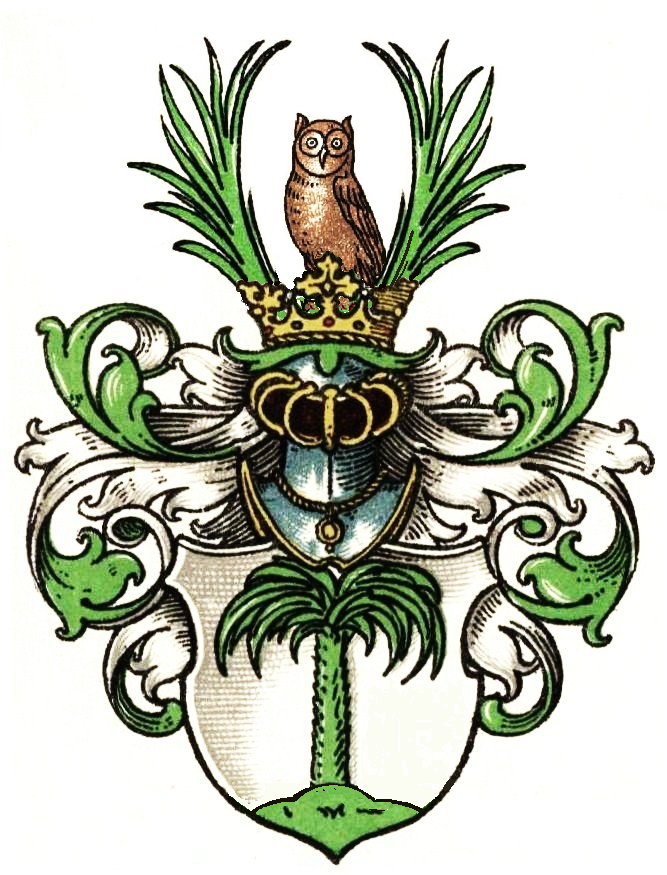
Das „redende Wappen“ derer von Palm

Das Palm’sche Schloss befindet sich in der Mönchfeldstraße 35 im Stadtteil Mühlhausen der Landeshauptstadt Stuttgart in Baden-Württemberg.
Im Jahre 1711 wurden die aus Esslingen am Neckar stammenden und in Wien als Bankiers tätigen Brüder Johann David (1657–1721), Jonathan (1671–1740) und Franz (1676–1742) Palm in den erblichen Reichsritterstand erhoben, erwarben das Rittergut Mühlhausen und immatrikulierten sich in der Schwäbischen Reichsritterschaft. Sie waren die Stammväter des Hauses Palm.
Das heutige Schloss wurde 1813 für Jonathan Freiherrn von Palm im Stile des Klassizismus auf den Fundamenten des abgebrochenen alten Schlosses erbaut. Im Laufe der Zeit wurde das Schloss mehrmals umgebaut, erhielt um 1895 Anbauten und steht seit 1971 unter Denkmalschutz.
Im Jahre 1933 erwarb die Stadt Stuttgart das Schloss, das heute als Bezirksrathaus des Stadtteils Mühlhausen dient.
Die folgenden Bauteile vom Palm’schen Schloss werden im Städtischen Lapidarium Stuttgart verwahrt: zwei Löwenskulpturen, zwei Wappensteine, eine Pforte der Parkmauer und zwei eiserne Torflügel.